# Sarcophaga yvorei
Sarcophaga yvorei är en tvåvingeart som beskrevs av Rickenbach 1977. Sarcophaga yvorei ingår i släktet Sarcophaga och familjen köttflugor.
Artens utbredningsområde är Centralafrikanska republiken. Inga underarter finns listade i Catalogue of Life.